# Liste der Kulturdenkmale in Berlin-Kaulsdorf

Lage von Kaulsdorf in Berlin

In der Liste der Kulturdenkmale von Kaulsdorf sind die Kulturdenkmale des Berliner Ortsteils Kaulsdorf im Bezirk Marzahn-Hellersdorf aufgeführt.

## Denkmalbereiche (Ensembles)
| Nr.      | Lage                                                                                                | Offizielle Bezeichnung | Bestandteile / Beschreibung | Bild       |
| -------- | --------------------------------------------------------------------------------------------------- | --- | --- | ---------- |
| 09045291 | Alt-Kaulsdorf 1A/23 Brodauer Straße 1/3 Dorfstraße 2–15, 17–20, 29–49 Waplitzer Straße 36–37 (Lage) | Angerdorf Kaulsdorf mit Dorfkirche und Freiflächen, Gasbeleuchtung, Vorgärten mit Einfriedungen, rückwärtigen Garten- und Hofanlagen Gesamtanlage siehe: Alt-Kaulsdorf 1A/11 Baudenkmale siehe: Alt-Kaulsdorf 13; 21 Dorfstraße 2; 4; 5; 8; 11; 12D–E…; 14; 17; 20; 29–29A…; 30; 32–32A; 33…; 34; 35; 36…; 39–39E…; 41; Dorfkirche | Gasbeleuchtung |            |
| 09045291 | Alt-Kaulsdorf 1A/23 Brodauer Straße 1/3 Dorfstraße 2–15, 17–20, 29–49 Waplitzer Straße 36–37 (Lage) | Angerdorf Kaulsdorf mit Dorfkirche und Freiflächen, Gasbeleuchtung, Vorgärten mit Einfriedungen, rückwärtigen Garten- und Hofanlagen Gesamtanlage siehe: Alt-Kaulsdorf 1A/11 Baudenkmale siehe: Alt-Kaulsdorf 13; 21 Dorfstraße 2; 4; 5; 8; 11; 12D–E…; 14; 17; 20; 29–29A…; 30; 32–32A; 33…; 34; 35; 36…; 39–39E…; 41; Dorfkirche | Weitere Bestandteile des Ensembles: |            |
| 09045291 | Alt-Kaulsdorf 1A/23 Brodauer Straße 1/3 Dorfstraße 2–15, 17–20, 29–49 Waplitzer Straße 36–37 (Lage) | Angerdorf Kaulsdorf mit Dorfkirche und Freiflächen, Gasbeleuchtung, Vorgärten mit Einfriedungen, rückwärtigen Garten- und Hofanlagen Gesamtanlage siehe: Alt-Kaulsdorf 1A/11 Baudenkmale siehe: Alt-Kaulsdorf 13; 21 Dorfstraße 2; 4; 5; 8; 11; 12D–E…; 14; 17; 20; 29–29A…; 30; 32–32A; 33…; 34; 35; 36…; 39–39E…; 41; Dorfkirche | 09046373 – Freiflächen des Dorfangers |            |
| 09045291 | Alt-Kaulsdorf 1A/23 Brodauer Straße 1/3 Dorfstraße 2–15, 17–20, 29–49 Waplitzer Straße 36–37 (Lage) | Angerdorf Kaulsdorf mit Dorfkirche und Freiflächen, Gasbeleuchtung, Vorgärten mit Einfriedungen, rückwärtigen Garten- und Hofanlagen Gesamtanlage siehe: Alt-Kaulsdorf 1A/11 Baudenkmale siehe: Alt-Kaulsdorf 13; 21 Dorfstraße 2; 4; 5; 8; 11; 12D–E…; 14; 17; 20; 29–29A…; 30; 32–32A; 33…; 34; 35; 36…; 39–39E…; 41; Dorfkirche | 09045293 – Alt-Kaulsdorf 15, Kino Volkslichtspiele, vermutlich ehem. Saal des Dorfkruges Alt-Kaulsdorf 13, um 1935                                        |            |
| 09045291 | Alt-Kaulsdorf 1A/23 Brodauer Straße 1/3 Dorfstraße 2–15, 17–20, 29–49 Waplitzer Straße 36–37 (Lage) | Angerdorf Kaulsdorf mit Dorfkirche und Freiflächen, Gasbeleuchtung, Vorgärten mit Einfriedungen, rückwärtigen Garten- und Hofanlagen Gesamtanlage siehe: Alt-Kaulsdorf 1A/11 Baudenkmale siehe: Alt-Kaulsdorf 13; 21 Dorfstraße 2; 4; 5; 8; 11; 12D–E…; 14; 17; 20; 29–29A…; 30; 32–32A; 33…; 34; 35; 36…; 39–39E…; 41; Dorfkirche | 09045295 – Alt-Kaulsdorf 21A/23, Dorfkrug, um 1800, aufgestockt 1902, mit Wirtschaftsgebäuden, teilweise um 1900                                          |            |
| 09045291 | Alt-Kaulsdorf 1A/23 Brodauer Straße 1/3 Dorfstraße 2–15, 17–20, 29–49 Waplitzer Straße 36–37 (Lage) | Angerdorf Kaulsdorf mit Dorfkirche und Freiflächen, Gasbeleuchtung, Vorgärten mit Einfriedungen, rückwärtigen Garten- und Hofanlagen Gesamtanlage siehe: Alt-Kaulsdorf 1A/11 Baudenkmale siehe: Alt-Kaulsdorf 13; 21 Dorfstraße 2; 4; 5; 8; 11; 12D–E…; 14; 17; 20; 29–29A…; 30; 32–32A; 33…; 34; 35; 36…; 39–39E…; 41; Dorfkirche | 09045306 – Dorfstraße 6, Wohnhaus, um 1890 |            |
| 09045291 | Alt-Kaulsdorf 1A/23 Brodauer Straße 1/3 Dorfstraße 2–15, 17–20, 29–49 Waplitzer Straße 36–37 (Lage) | Angerdorf Kaulsdorf mit Dorfkirche und Freiflächen, Gasbeleuchtung, Vorgärten mit Einfriedungen, rückwärtigen Garten- und Hofanlagen Gesamtanlage siehe: Alt-Kaulsdorf 1A/11 Baudenkmale siehe: Alt-Kaulsdorf 13; 21 Dorfstraße 2; 4; 5; 8; 11; 12D–E…; 14; 17; 20; 29–29A…; 30; 32–32A; 33…; 34; 35; 36…; 39–39E…; 41; Dorfkirche | 09045308 – Dorfstraße 10, Büdnerhaus, um 1870 |            |
| 09045291 | Alt-Kaulsdorf 1A/23 Brodauer Straße 1/3 Dorfstraße 2–15, 17–20, 29–49 Waplitzer Straße 36–37 (Lage) | Angerdorf Kaulsdorf mit Dorfkirche und Freiflächen, Gasbeleuchtung, Vorgärten mit Einfriedungen, rückwärtigen Garten- und Hofanlagen Gesamtanlage siehe: Alt-Kaulsdorf 1A/11 Baudenkmale siehe: Alt-Kaulsdorf 13; 21 Dorfstraße 2; 4; 5; 8; 11; 12D–E…; 14; 17; 20; 29–29A…; 30; 32–32A; 33…; 34; 35; 36…; 39–39E…; 41; Dorfkirche | 09045310 – Dorfstraße 12A, Küsterhaus (!) | Küsterhaus |
| 09045291 | Alt-Kaulsdorf 1A/23 Brodauer Straße 1/3 Dorfstraße 2–15, 17–20, 29–49 Waplitzer Straße 36–37 (Lage) | Angerdorf Kaulsdorf mit Dorfkirche und Freiflächen, Gasbeleuchtung, Vorgärten mit Einfriedungen, rückwärtigen Garten- und Hofanlagen Gesamtanlage siehe: Alt-Kaulsdorf 1A/11 Baudenkmale siehe: Alt-Kaulsdorf 13; 21 Dorfstraße 2; 4; 5; 8; 11; 12D–E…; 14; 17; 20; 29–29A…; 30; 32–32A; 33…; 34; 35; 36…; 39–39E…; 41; Dorfkirche | 09045313 – Dorfstraße 17, Wohnhaus, um 1935 |            |
| 09045291 | Alt-Kaulsdorf 1A/23 Brodauer Straße 1/3 Dorfstraße 2–15, 17–20, 29–49 Waplitzer Straße 36–37 (Lage) | Angerdorf Kaulsdorf mit Dorfkirche und Freiflächen, Gasbeleuchtung, Vorgärten mit Einfriedungen, rückwärtigen Garten- und Hofanlagen Gesamtanlage siehe: Alt-Kaulsdorf 1A/11 Baudenkmale siehe: Alt-Kaulsdorf 13; 21 Dorfstraße 2; 4; 5; 8; 11; 12D–E…; 14; 17; 20; 29–29A…; 30; 32–32A; 33…; 34; 35; 36…; 39–39E…; 41; Dorfkirche | 09045315 – Dorfstraße 18, Doppelwohnhaus, um 1875 |            |
| 09045291 | Alt-Kaulsdorf 1A/23 Brodauer Straße 1/3 Dorfstraße 2–15, 17–20, 29–49 Waplitzer Straße 36–37 (Lage) | Angerdorf Kaulsdorf mit Dorfkirche und Freiflächen, Gasbeleuchtung, Vorgärten mit Einfriedungen, rückwärtigen Garten- und Hofanlagen Gesamtanlage siehe: Alt-Kaulsdorf 1A/11 Baudenkmale siehe: Alt-Kaulsdorf 13; 21 Dorfstraße 2; 4; 5; 8; 11; 12D–E…; 14; 17; 20; 29–29A…; 30; 32–32A; 33…; 34; 35; 36…; 39–39E…; 41; Dorfkirche | Wohnhaus, um 1920 |            |
| 09045291 | Alt-Kaulsdorf 1A/23 Brodauer Straße 1/3 Dorfstraße 2–15, 17–20, 29–49 Waplitzer Straße 36–37 (Lage) | Angerdorf Kaulsdorf mit Dorfkirche und Freiflächen, Gasbeleuchtung, Vorgärten mit Einfriedungen, rückwärtigen Garten- und Hofanlagen Gesamtanlage siehe: Alt-Kaulsdorf 1A/11 Baudenkmale siehe: Alt-Kaulsdorf 13; 21 Dorfstraße 2; 4; 5; 8; 11; 12D–E…; 14; 17; 20; 29–29A…; 30; 32–32A; 33…; 34; 35; 36…; 39–39E…; 41; Dorfkirche | 09045319 – Dorfstraße 31, Wohnhaus mit Zaun, um 1910; 2016 Sanierung siehe Hinweis auf Pläne im Zusammenhang mit den Wirtschaftsgebäuden dieses Komplexes |            |
| 09045291 | Alt-Kaulsdorf 1A/23 Brodauer Straße 1/3 Dorfstraße 2–15, 17–20, 29–49 Waplitzer Straße 36–37 (Lage) | Angerdorf Kaulsdorf mit Dorfkirche und Freiflächen, Gasbeleuchtung, Vorgärten mit Einfriedungen, rückwärtigen Garten- und Hofanlagen Gesamtanlage siehe: Alt-Kaulsdorf 1A/11 Baudenkmale siehe: Alt-Kaulsdorf 13; 21 Dorfstraße 2; 4; 5; 8; 11; 12D–E…; 14; 17; 20; 29–29A…; 30; 32–32A; 33…; 34; 35; 36…; 39–39E…; 41; Dorfkirche | 09045326 – Dorfstraße 38, Wohnhaus mit Nebengebäude und Zaun, um 1900                                                                                     |            |
| 09045291 | Alt-Kaulsdorf 1A/23 Brodauer Straße 1/3 Dorfstraße 2–15, 17–20, 29–49 Waplitzer Straße 36–37 (Lage) | Angerdorf Kaulsdorf mit Dorfkirche und Freiflächen, Gasbeleuchtung, Vorgärten mit Einfriedungen, rückwärtigen Garten- und Hofanlagen Gesamtanlage siehe: Alt-Kaulsdorf 1A/11 Baudenkmale siehe: Alt-Kaulsdorf 13; 21 Dorfstraße 2; 4; 5; 8; 11; 12D–E…; 14; 17; 20; 29–29A…; 30; 32–32A; 33…; 34; 35; 36…; 39–39E…; 41; Dorfkirche | 09045328 – Dorfstraße 40, Wirtschaftsgebäude, um 1900 |            |
| 09045291 | Alt-Kaulsdorf 1A/23 Brodauer Straße 1/3 Dorfstraße 2–15, 17–20, 29–49 Waplitzer Straße 36–37 (Lage) | Angerdorf Kaulsdorf mit Dorfkirche und Freiflächen, Gasbeleuchtung, Vorgärten mit Einfriedungen, rückwärtigen Garten- und Hofanlagen Gesamtanlage siehe: Alt-Kaulsdorf 1A/11 Baudenkmale siehe: Alt-Kaulsdorf 13; 21 Dorfstraße 2; 4; 5; 8; 11; 12D–E…; 14; 17; 20; 29–29A…; 30; 32–32A; 33…; 34; 35; 36…; 39–39E…; 41; Dorfkirche | Ehemalige Bestandteile des Ensembles: |            |
| 09045291 | Alt-Kaulsdorf 1A/23 Brodauer Straße 1/3 Dorfstraße 2–15, 17–20, 29–49 Waplitzer Straße 36–37 (Lage) | Angerdorf Kaulsdorf mit Dorfkirche und Freiflächen, Gasbeleuchtung, Vorgärten mit Einfriedungen, rückwärtigen Garten- und Hofanlagen Gesamtanlage siehe: Alt-Kaulsdorf 1A/11 Baudenkmale siehe: Alt-Kaulsdorf 13; 21 Dorfstraße 2; 4; 5; 8; 11; 12D–E…; 14; 17; 20; 29–29A…; 30; 32–32A; 33…; 34; 35; 36…; 39–39E…; 41; Dorfkirche | 09045302 – Dorfstraße 3, Wohnhaus mit Zaun und Altenteil, um 1885                                                                                         |            |
| 09045291 | Alt-Kaulsdorf 1A/23 Brodauer Straße 1/3 Dorfstraße 2–15, 17–20, 29–49 Waplitzer Straße 36–37 (Lage) | Angerdorf Kaulsdorf mit Dorfkirche und Freiflächen, Gasbeleuchtung, Vorgärten mit Einfriedungen, rückwärtigen Garten- und Hofanlagen Gesamtanlage siehe: Alt-Kaulsdorf 1A/11 Baudenkmale siehe: Alt-Kaulsdorf 13; 21 Dorfstraße 2; 4; 5; 8; 11; 12D–E…; 14; 17; 20; 29–29A…; 30; 32–32A; 33…; 34; 35; 36…; 39–39E…; 41; Dorfkirche | 09045304 – Dorfstraße 4, Wirtschaftsgebäude, um 1890 |            |

## Denkmalbereiche (Gesamtanlagen)
| Nr.                | Lage                                                                | Offizielle Bezeichnung                                                                                         | Beschreibung                                                      | Bild                                                             |
| ------------------ | ------------------------------------------------------------------- | --- | ----------------------------------------------------------------- | ---------------------------------------------------------------- |
| 09045290           | Alt-Kaulsdorf 1A/11 (Lage)                                          | Gutshof Bestandteil des Ensembles: Alt-Kaulsdorf                                                               | Wohnhaus, um 1850                                                 | Alt-Kaulsdorf 9; Bestandteil des eh. Gutshofs                    |
| 09045290           | Alt-Kaulsdorf 1A/11 (Lage)                                          | Gutshof Bestandteil des Ensembles: Alt-Kaulsdorf                                                               | Wirtschaftsgebäude, um 1870–1930                                  |                                                                  |
| 09045290           | Alt-Kaulsdorf 1A/11 (Lage)                                          | Gutshof Bestandteil des Ensembles: Alt-Kaulsdorf                                                               | Einfriedung                                                       |                                                                  |
| 09066754           | Bismarcksfelder Straße 11, 13 Am Wuhlebogen 2 Kaulsdorfer Straße 90 | Ehemaliges Zwangsarbeiterlager                                                                                 | Unterkunftsbaracken, errichtet 1939–1944                          |                                                                  |
| 09066754           | Bismarcksfelder Straße 11, 13 Am Wuhlebogen 2 Kaulsdorfer Straße 90 | Ehemaliges Zwangsarbeiterlager                                                                                 | Luftschutzkeller                                                  |                                                                  |
| 09066754           | Bismarcksfelder Straße 11, 13 Am Wuhlebogen 2 Kaulsdorfer Straße 90 | Ehemaliges Zwangsarbeiterlager                                                                                 | Springbrunnen                                                     |                                                                  |
| 09066754           | Bismarcksfelder Straße 11, 13 Am Wuhlebogen 2 Kaulsdorfer Straße 90 | Denkmalverlust: Baracken                                                                                       | Lagerleitungs- und Wachgebäude                                    |                                                                  |
| 09045332           | Giesestraße 33/47 Nentwigstraße 1/7 (Lage)                          | Katholische St.-Martins-Kirche mit Gemeindehaus                                                                | 1929–1930 von Josef Bachem (siehe auch Gartendenkmal Freiflächen) | Straßenansicht der St.-Martins-Kirche                            |
| 09045332           | Giesestraße 33/47 Nentwigstraße 1/7 (Lage)                          | Katholische St.-Martins-Kirche mit Gemeindehaus                                                                | Gemeindehaus                                                      | St.-Martins-Kirche                                               |
| 09045331           | Mieltschiner Straße (Lage)                                          | Wasserwerk Kaulsdorf                                                                                           | 1916                                                              | Wasserwerk Kaulsdorf neben einem Trinkwasserschutzgebiet gelegen |
| 09045331           | Mieltschiner Straße (Lage)                                          | Wasserwerk Kaulsdorf                                                                                           | Brunnenhaus                                                       |                                                                  |
| 09020100 (12/2023) | U-Bahnlinie E (heute U5) Altentreptower Straße (Lage) (Lage)        | U-Bahnhöfe Wuhletal & Kaulsdorf-Nord Für weitere Bestandteile des Gesamtdenkmals siehe: Biesdorf & Hellersdorf | U-Bahnhof Wuhletal, 1985–1989 von Roland Korn                     |                                                                  |
| 09020100 (12/2023) | U-Bahnlinie E (heute U5) Altentreptower Straße (Lage) (Lage)        | U-Bahnhöfe Wuhletal & Kaulsdorf-Nord Für weitere Bestandteile des Gesamtdenkmals siehe: Biesdorf & Hellersdorf | Unterführung                                                      |                                                                  |
| 09020100 (12/2023) | U-Bahnlinie E (heute U5) Altentreptower Straße (Lage) (Lage)        | U-Bahnhöfe Wuhletal & Kaulsdorf-Nord Für weitere Bestandteile des Gesamtdenkmals siehe: Biesdorf & Hellersdorf | Zugangsgebäude                                                    |                                                                  |
| 09020100 (12/2023) | U-Bahnlinie E (heute U5) Altentreptower Straße (Lage) (Lage)        | U-Bahnhöfe Wuhletal & Kaulsdorf-Nord Für weitere Bestandteile des Gesamtdenkmals siehe: Biesdorf & Hellersdorf | U-Bahnhof Kaulsdorf-Nord, 1985–1989 von Roland Korn               |                                                                  |
| 09020100 (12/2023) | U-Bahnlinie E (heute U5) Altentreptower Straße (Lage) (Lage)        | U-Bahnhöfe Wuhletal & Kaulsdorf-Nord Für weitere Bestandteile des Gesamtdenkmals siehe: Biesdorf & Hellersdorf | Zugangsgebäude                                                    |                                                                  |

## Baudenkmale
| Nr.      | Lage                                         | Offizielle Bezeichnung                                                                 | Beschreibung | Bild |
| -------- | -------------------------------------------- | -------------------------------------------------------------------------------------- | --- | ---- |
| 09045292 | Alt-Kaulsdorf 13 (Lage)                      | ehem. Dorfkrug „Zur Waage“ Bestandteil des Ensembles: Alt-Kaulsdorf                    | um 1835 |      |
| 09045292 | Alt-Kaulsdorf 13 (Lage)                      | ehem. Dorfkrug „Zur Waage“ Bestandteil des Ensembles: Alt-Kaulsdorf                    | Nebengebäude |      |
| 09045292 | Alt-Kaulsdorf 13 (Lage)                      | Teilverlust: Nebengebäude                                                              | Aberkennung des Denkmalstatus nach 2002                                                                                      |      |
| 09045294 | Alt-Kaulsdorf 21 (Lage)                      | Neuapostolische Kirche Bestandteil des Ensembles: Alt-Kaulsdorf                        | ehem. Wirtschaftsgebäude, 1888, Umbau zur Kirche 1960                                                                        |      |
| 09045296 | Alt-Kaulsdorf 43 (Lage)                      | Wohnhaus                                                                               | um 1850 |      |
| 09045297 | Am Baltenring 24/25 (Lage)                   | Zweifamilienhaus "Haus Dittmar"                                                        | 1932 vom Architekten Edmund Dittmar für seinen Vater, den Bäckermeister Dittmar im Stile der Neuen Sachlichkeit entworfen.   |      |
| 09045299 | Brodauer Straße 32 (Lage)                    | Wohnhaus                                                                               | um 1890 |      |
| 09045300 | Dorfstraße (Lage)                            | Evangelische Dorfkirche mit Mauer Bestandteil des Ensembles: Alt-Kaulsdorf             | 14.–20. Jh. |      |
| 09045301 | Dorfstraße 2 (Lage)                          | Wohnhaus mit Wirtschaftsgebäuden Bestandteil des Ensembles: Alt-Kaulsdorf              | um 1870; im 21. Jh. Kindergarten und Gemeindehaus der Johannischen Kirche; die eigentliche Kirche ist ein hofseitiger Neubau |      |
| 09045303 | Dorfstraße 4 (Lage)                          | Wohnhaus Bestandteil des Ensembles: Alt-Kaulsdorf                                      | um 1870, Mauer, um 1910 |      |
| 09045305 | Dorfstraße 5 (Lage)                          | Wohnhaus Bestandteil des Ensembles: Alt-Kaulsdorf                                      | um 1740 |      |
| 09045307 | Dorfstraße 8 (Lage)                          | Wohnhaus mit Wirtschaftsgebäuden und Mauer Bestandteil des Ensembles: Alt-Kaulsdorf    | Wohnhaus, 1887 |      |
| 09045307 | Dorfstraße 8 (Lage)                          | Wohnhaus mit Wirtschaftsgebäuden und Mauer Bestandteil des Ensembles: Alt-Kaulsdorf    | Wirtschaftsgebäude, 1887 |      |
| 09045309 | Dorfstraße 11 (Lage)                         | Büdnerhaus Bestandteil des Ensembles: Alt-Kaulsdorf                                    | evtl. um 1870 |      |
| 09045311 | Dorfstraße 12D–E, 12G, 13–13A (Lage)         | Wohnhaus und Wirtschaftsgebäude Bestandteil des Ensembles: Alt-Kaulsdorf               | Wohnhaus, zwischen 1870 und 1890                                                                                             |      |
| 09045311 | Dorfstraße 12D–E, 12G, 13–13A (Lage)         | Wohnhaus und Wirtschaftsgebäude Bestandteil des Ensembles: Alt-Kaulsdorf               | Remise |      |
| 09045311 | Dorfstraße 12D–E, 12G, 13–13A (Lage)         | Wohnhaus und Wirtschaftsgebäude Bestandteil des Ensembles: Alt-Kaulsdorf               | Stallgebäude |      |
| 09045312 | Dorfstraße 14 (Lage)                         | Wohnhaus mit Nebengebäude Bestandteil des Ensembles: Alt-Kaulsdorf                     | verm. um 1850 |      |
| 09045314 | Dorfstraße 17 (Lage)                         | Wirtschaftsgebäude Bestandteil des Ensembles: Alt-Kaulsdorf                            | um 1900 und früher (evtl. märkisches Wohnstallhaus in Rudimenten vorhanden)                                                  |      |
| 09045316 | Dorfstraße 20 (Lage)                         | Wohnhaus mit Wirtschaftsgebäuden Bestandteil des Ensembles: Alt-Kaulsdorf              | evtl. um 1870 |      |
| 09045316 | Dorfstraße 20 (Lage)                         | Wohnhaus mit Wirtschaftsgebäuden Bestandteil des Ensembles: Alt-Kaulsdorf              | Wirtschaftsgebäude, um 1870                                                                                                  |      |
| 09045317 | Dorfstraße 29–29A, 32–32A (Lage)             | Wohnhaus mit Wirtschaftsgebäuden Bestandteil des Ensembles: Alt-Kaulsdorf              | Wohnhaus und Einfriedung, um 1870                                                                                            |      |
| 09045317 | Dorfstraße 29–29A, 32–32A (Lage)             | Wohnhaus mit Wirtschaftsgebäuden Bestandteil des Ensembles: Alt-Kaulsdorf              | Wirtschaftsgebäude, um 1870                                                                                                  |      |
| 09045318 | Dorfstraße 30 (Lage)                         | Wohnhaus mit Wirtschaftsgebäuden Bestandteil des Ensembles: Alt-Kaulsdorf              | um 1870 |      |
| 09045318 | Dorfstraße 30 (Lage)                         | Wohnhaus mit Wirtschaftsgebäuden Bestandteil des Ensembles: Alt-Kaulsdorf              | Wirtschaftsgebäude, um 1870                                                                                                  |      |
| 09045321 | Dorfstraße 32–32A (Lage)                     | Wohnhaus mit Einfriedung Bestandteil des Ensembles: Alt-Kaulsdorf                      | um 1870 |      |
| 09045321 | Dorfstraße 32–32A (Lage)                     | Denkmalverlust: Mittelflurhaus                                                         | um 1870, Abriss des Wohnhauses 1991, Abriss des Stalls um 2006                                                               |      |
| 09045322 | Dorfstraße 33, 33F–G (Lage)                  | Wohnhaus mit Wirtschaftsgebäuden Bestandteil des Ensembles: Alt-Kaulsdorf              | um 1870 |      |
| 09045322 | Dorfstraße 33, 33F–G (Lage)                  | Wohnhaus mit Wirtschaftsgebäuden Bestandteil des Ensembles: Alt-Kaulsdorf              | Wirtschaftsgebäude |      |
| 09045323 | Dorfstraße 34 (Lage)                         | Wohnhaus Bestandteil des Ensembles: Alt-Kaulsdorf                                      | um 1870 |      |
| 09045324 | Dorfstraße 35 (Lage)                         | Wohnhaus mit Wirtschaftsgebäuden Bestandteil des Ensembles: Alt-Kaulsdorf              | um 1870 |      |
| 09045325 | Dorfstraße 36, 36H–37 (Lage)                 | Wohnhaus mit Wirtschaftsgebäuden und Tormauer Bestandteil des Ensembles: Alt-Kaulsdorf | Wohnhaus, um 1870 |      |
| 09045325 | Dorfstraße 36, 36H–37 (Lage)                 | Wohnhaus mit Wirtschaftsgebäuden und Tormauer Bestandteil des Ensembles: Alt-Kaulsdorf | Wirtschaftsgebäude und Tormauer, um 1870                                                                                     |      |
| 09045327 | Dorfstraße 39–39E, 39R–T (Lage)              | Wohnhaus mit Wirtschaftsgebäuden und Tormauer Bestandteil des Ensembles: Alt-Kaulsdorf | Wohnhaus, um 1870 |      |
| 09045327 | Dorfstraße 39–39E, 39R–T (Lage)              | Wohnhaus mit Wirtschaftsgebäuden und Tormauer Bestandteil des Ensembles: Alt-Kaulsdorf | Wirtschaftsgebäude und Tormauer, um 1870                                                                                     |      |
| 09045329 | Dorfstraße 41 (Lage)                         | Wohnhaus Bestandteil des Ensembles: Alt-Kaulsdorf                                      | um 1850 |      |
| 09045330 | Planitzstraße 1 Wilhelmsmühlenweg 2–4 (Lage) | ehem. Bankgebäude mit Einfriedung                                                      | um 1925 |      |
| 09045333 | Ulmenstraße 79, 85 Eichenstraße (Lage)       | Volksschule Kaulsdorf Süd                                                              | 1926–1928 in der DDR-Zeit: Oberschule Bruno Kühn; heute: Ulmen-Grundschule                                                   |      |
| 09045333 | Ulmenstraße 79, 85 Eichenstraße (Lage)       | Volksschule Kaulsdorf Süd                                                              | zum Gebäudekomplex gehört auch die mit der Giebelseite zur Straße stehende Turnhalle (Nr. 79/80)                             |      |
| 09045334 | Wilhelmsmühlenweg 21/27 (Lage)               | Gleichrichterwerk (siehe Bahnhof Berlin-Kaulsdorf)                                     | 1928 von Richard Brademann                                                                                                   |      |

## Gartendenkmale
| Nr.      | Lage                                       | Offizielle Bezeichnung                                 | Beschreibung | Bild |
| -------- | ------------------------------------------ | ------------------------------------------------------ | --- | ---- |
| 09046085 | Brodauer Straße 10 Waplitzer Straße (Lage) | Freiflächen um das Sowjetische Ehrenmal                | um 1950 angelegt |      |
| 09046087 | Giesestraße 33/47 (Lage)                   | Freiflächen an der Katholischen Pfarrkirche St. Martin | Garten- und Grünanlagen, Teich, Wege- und Platzflächen, um 1929–1930 (siehe auch Gesamtanlage Katholische St.-Martins-Kirche) |      |

## Ehemalige Denkmale
| Nr.      | Lage                 | Offizielle Bezeichnung | Beschreibung | Bild       |
| -------- | -------------------- | ---------------------- | --- | ---------- |
| 09045320 | Dorfstraße 31 (Lage) | Wirtschaftsgebäude     | evtl. um 1870–1910; zur Straße hin eine dreietagige Villa; leergeräumt und dem Verfall preisgegeben (Zustand Mai 2012). Für die gesamte Bebauung gibt es Pläne, unter der Bezeichnung ‚Lehnehof‘ einen neuen Vierseithof unter Einschluss des Baudenkmals herzurichten, Denkmalstatus aberkannt | siehe oben |